# 바 팔리
바 팔리(히브리어: בר פאלי, 러시아어: Бар Пали, 1982년 4월 29일 ~ )는 이스라엘의 모델 겸 배우이다.

## 출연 작품
- 나노 테러리즘: CIA 비밀요원 (2019)
- 퍼팩트 크리에이션 (2016)
- 밀리언 달러 암 (2014)
- 논스톱 (2014)
- 페인 앤 게인 (2013)
- 하이에나 (2009)
- 루인스 (2008)